# آسکریا
آسکریا (به ایتالیایی: Ascrea) یک کومونه در ایتالیا است که در استان ریتی واقع شده‌است.

## خصوصیات
آسکریا ۱۴٫۴ کیلومترمربع مساحت و ۲۶۳ نفر جمعیت دارد و ۳۱۸ متر بالاتر از سطح دریا واقع شده‌است.